# Fermentacja octowa
Fermentacja octowa – biochemiczny proces powstawania kwasu octowego z alkoholu etylowego w rozcieńczonym roztworze wodnym z udziałem bakterii. Nie jest procesem właściwej fermentacji (zachodzi w warunkach tlenowych) i jest zaliczana do pseudofermentacji.
Reakcja fermentacji octowej:
Pod wpływem enzymów wytwarzanych przez bakterie octowe etanol utlenia się z wykorzystaniem tlenu z powietrza do kwasu octowego z wydzieleniem wody.

## Produkcja octu na skalę przemysłową
Do efektywnej produkcji kwasu octowego metodami biologicznymi wykorzystywane są najczęściej bakterie z rodzajów Acetobacter i Gluconacetobacter. Kwas octowy można produkować trzema metodami: metodą powierzchniową (orleańską), metodą ociekową (wiązaną) i metodą wgłębną (w fermentorach). Substratem do jego produkcji może być wino, sfermentowane soki, etanol i inne alkohole (n-propanol, n-butanol). Jeśli wytwarzany jest z destylatu etanolu, ocet taki nazywany jest octem destylowanym. 
Metody biologiczne stosowane są wyłącznie do produkcji octu spożywczego. Do celów technicznych kwas ten produkuje się metodami chemicznymi z aldehydu octowego otrzymanego z acetylenu lub etanolu. 

### Metoda powierzchniowa
To najstarszy i najpowolniejszy sposób produkcji kwasu octowego. Polega na samorzutnym zafermentowaniu wina w płaskich otwartych kadziach o dużej powierzchni kontaktu między fazami gaz-ciecz. Bakterie Acetobacter orleanesis wytwarzają często śluzowaty kożuszek na powierzchni cieczy, utrudniający wymianę gazową. Na skalę przemysłową stosuje się beczki z otworami wentylacyjnymi, które mają zapewnić dobre napowietrzenie. Beczki wypełnia się w 1/3 winem z dodatkiem octu winnego i szczepi odpowiednimi kulturami. W wyniku tego procesu uzyskuje się ocet winny o posmaku wina i stężeniu kwasu octowego do 8%.

### Metoda ociekowa
Do metod ociekowych zalicza się metodę stojakową (uznawaną za przestarzałą) oraz generatorową. Bakterie (Acetobacter aceti) zostają unieruchomione na porowatym materiale nośnym o dużej powierzchni i zdolności pochłaniania cieczy (najczęściej wióry bukowe) umieszczonym w tzw. generatorze. Odpowiednio przygotowany zacier jest podawany od góry na materiał nośny, i spływając, utleniany jest przez bakterie do kwasu octowego. Dzięki zwracaniu, wielokrotnie przepływa przez generator i napowietrza się. 

### Metoda wgłębna
Jest to nowoczesna, wydajna i szybka metoda produkcji kwasu octowego. Wykorzystywane są tu fermentory (acetatory) ze stali kwasoodpornej, pozwalające na ścisłą kontrolę warunków oraz napowietrzanie drobnymi pęcherzykami powietrza, umożliwiając możliwie największą powierzchnię kontaktu międzyfazowego.